# سیسیل جاکوبسون
سیسیل جاکوبسون (انگلیسی: Cecil Jacobson; ۲ اکتبر ۱۹۳۶ – ۵ مارس ۲۰۲۱) یک پزشک سابق باروری اهل ایالات متحده آمریکا بود. بود که از اسپرم خود (اسپرماتوزون) برای باردار کردن بیماران خود بدون اطلاع آنها استفاده می‌کرد.
جاکوبسون در سالت لیک سیتی، یوتا به دنیا آمد. او که فارغ‌التحصیل دانشگاه براون بود، به عنوان محقق در دانشگاه جرج واشینگتن مشغول به کار شد، اما هیچ آموزش تخصصی در زمینه پزشکی ناباروری نداشت.
وی همچنین برندهٔ جوایزی همچون جایزه ایگ‌نوبل شده‌است.

## حاملگی‌های کاذب
در دهه ۱۹۸۰، جاکوبسون یک مرکز ژنتیک تولید مثلی را در شهرستان فرفکس، ویرجینیا راه اندازی کرد. او در معالجه زنانی که در باردار شدن با مشکل مواجه بودند، تخصص داشت. یکی از انواع درمان تزریق هورمون اچ‌سی‌جی به بیماران، قبل و بعد از لقاح بود (که معمولاً به عنوان داروی باروری تزریقی و هورمونی که معمولاً در دوران بارداری ترشح می‌شود) استفاده می‌شود. بیمارانی که نتوانسته بودند با درمان‌های دیگر باردار شوند، تحت مراقبت جاکوبسون موفقیت‌آمیز گزارش کردند.
بارداری در مراحل اولیه به‌طور طبیعی پیشرفت کرد: تست‌های استاندارد بارداری مثبت بودند و بدن بیماران شروع به تغییرات مرتبط با بارداری کرد. جاکوبسون با انجام سونوگرافی، جنین را در تصویر دانه‌دار شناسایی کرد. اما در حوالی ماه سوم، یاکوبسون گزارش داد که جنین مرده‌است. در واقع، این بیماران هرگز باردار نبودند و تغییرات بدن واکنشی به hCG بود. تست‌های بارداری به‌طور اجتناب‌ناپذیر مثبت کاذب بودند زیرا آزمایش‌ها حاملگی را با وجود hCG تعیین کردند. در طول محاکمه جنایی جاکوبسون، کارشناسان عکس‌های اولتراسوند را بررسی کردند و گزارش دادند که «جنین‌های» ادعا شده در واقع اندام‌های مجاور یا مواد مدفوع هستند.
با این وجود، سایر بیماران در باردار شدن و بچه دار شدن موفق بودند. در حالی که برخی از بیماران از رفتار جاکوبسون ناراحت بودند و شروع به بی‌اعتمادی به او کردند، سایر بیماران به او برای درمان موفقیت‌آمیز اعتبار می‌دادند.

## پدری
در جریان تحقیقات جنایی، نوع دیگری از کلاهبرداری فاش شد. به دلایل مختلف، برخی از بیماران لقاح مصنوعی را ترتیب داده بودندبا اسپرم ارائه شده توسط اهداکنندگان غربال شده و ناشناس که توسط جاکوبسون ترتیب داده شده‌است. جاکوبسون توضیح داد که برای حفظ ناشناس بودن اهداکنندگان، آنها را در سوابق با استفاده از شماره کد شناسایی کرد. فقط جاکوبسون باید هویت واقعی آنها را می‌دانست. محققان هیچ مدرکی مبنی بر وجود برنامه اهداکننده پیدا نکردند. برخی از بیماران جاکوبسون که از طریق لقاح اهدایی باردار شده بودند، با آزمایش ژنتیک موافقت کردند. حداقل هفت مورد شناسایی شد که در آن جاکوبسون پدر بیولوژیکی فرزندان بیماران بود، از جمله یکی از بیماران که قرار بود با اسپرم‌هایی که توسط شوهرش تهیه شده بود تلقیح شده باشد. آزمایش‌های دی‌ان‌ای جکوبسون را با حداقل ۱۵ کودک از این قبیل مرتبط کرد و گمان می‌رود که او با باردار کردن بیماران با اسپرم خود، ۷۵ فرزند را به دنیا آورده باشد.